# Zoran Barisic
Zoran Barisic (horvátul: Zoran Barišić; Bécs, 1970. május 22. –) osztrák-horvát labdarúgó-középpályás, edző, az SK Rapid Wien vezetőedzője.

## Sikerei, díjai
- Rapid Wien
  - Osztrák bajnok: 1995–96
  - Osztrák kupa: 1994–95

- Tirol Innsbruck
  - Osztrák bajnok: 1999–2000, 2000–01, 2001–02